# Нирлих, Рудольф
Рудольф (Руди) Нирлих (нем. Rudolf Nierlich; 20 февраля 1966, Санкт-Вольфганг-им-Зальцкаммергут, Австрия — 18 мая 1991, там же) — австрийский горнолыжник, трёхкратный чемпион мира. Специализировался в слаломе и гигантском слаломе. Лучший спортсмен Австрии 1989 года.

## Биография
В 1984 году Нирлих, которому едва исполнилось 18 лет, выиграл гигантский слалом на юниорском чемпионате мира в США. Преимущество Рудольфа по сумме двух попыток над занявшим второе место австрийцем Хельмутом Майером составило более трёх секунд. В том же сезоне дебютировал в Кубке мире.
В сезоне 1984/85 Нирлих выступал в основном в Кубке Европы, заняв второе место в общем зачёте и выиграв зачёт гигантского слалома. В следующем сезоне 1985/86 молодой горнолыжник выиграл Кубок Европы в общем зачёте и зачёте гигантского слалома.
В январе—феврале 1987 года дебютировал на чемпионате мира в Кран-Монтане, выступив в трёх дисциплинах. В супергиганте Нирлих занял седьмое место, а в слаломе и гигантском слаломе не сумел финишировать.
В марте 1987 года в Сараево впервые попал в тройку лучших на этапе Кубка мира, заняв третье место в гигантском слаломе. По итогам сезона 1986/87 занял в Кубке мира 19-е место. В январе 1988 года одержал свою первую победу на этапе Кубка мира, выиграв гигантский слалом в Шладминге, а по итогам сезона стал 17-м. На Олимпийских играх 1988 года в Калгари Нирлих стал пятым в гигантском слаломе (более 0,5 сек он проиграл бронзовому призёру Пирмину Цурбриггену), а в слаломе не сумел финишировать.
10 января 1989 года выиграл гигантский слалом на этапе Кубка мира в Кирхберге, а через 12 дней стал первым в слаломе в Венгене, всего на 0,02 сек опередив итальянца Альберто Томбу. Свою хорошую форму Нирлих подтвердил на чемпионате мира 1989 года в американском Вейле. 9 февраля Нирлих выиграл золото в гигантском слаломе, вновь, как и пять лет назад на юниорском чемпионате мира, опередив Хельмута Майера. В Вейле по сумме двух заездов Нирлих выиграл у Майера более 1,5 секунд. Через три дня 22-летний Нирлих стал двукратным чемпионом мира, опередив всех в слаломе. У занявшего второе место немца Армина Биттнера Рудольф выиграл 0,44 сек. После чемпионата мира Нирлих выиграл ещё два этапа Кубка мира на японских трассах. По итогам сезона 1988/89 Нирлих занял шестое место в общем зачёте Кубка мира, став лучшим среди австрийцев. По количеству побед на отдельных этапах Рудольфа (4) обошёл только обладатель Кубка мира Марк Жирарделли (9). По итогам 1989 года Нирлих был признан лучшим спортсменом Австрии.
В следующем сезоне 1989/90 Нирлих выступил в Кубке мира несколько слабее, одержав только одну победу в слаломе в Кицбюэле. По итогам сезона он стал 10-м в общем зачёте.
Несмотря на то, что гигантский слалом на этапах Кубка мира Нирлих не выигрывал с марта 1989 года, на чемпионате мира 1991 года в Зальбахе он смог защитить свой титул в этой дисциплине. У серебряного призёра швейцарца Урса Келина Нирлих выиграл 0,35 сек по сумме двух заездов. В слаломе Рудольф не сумел финишировать. После чемпионата мира он успел выиграть два этапа Кубка мира в слаломе — в норвежском Оппдале и американском Аспене. В последних двух стартах сезона на этапе в США в конце марта 1991 года Рудольф поднимался на пьедестал почёта в слаломе и гигантском слаломе. По итогам сезона 1990/91 австриец занял высшее в карьере третье место в общем зачёте Кубка мира, уступив только Марку Жирарделли и Альберто Томбе. В зачёте гигантского слалома Нирлих стал вторым после Томбы, а в зачёте слалома занял третье место после Жирарделли и Уле Кристиана Фурусета.

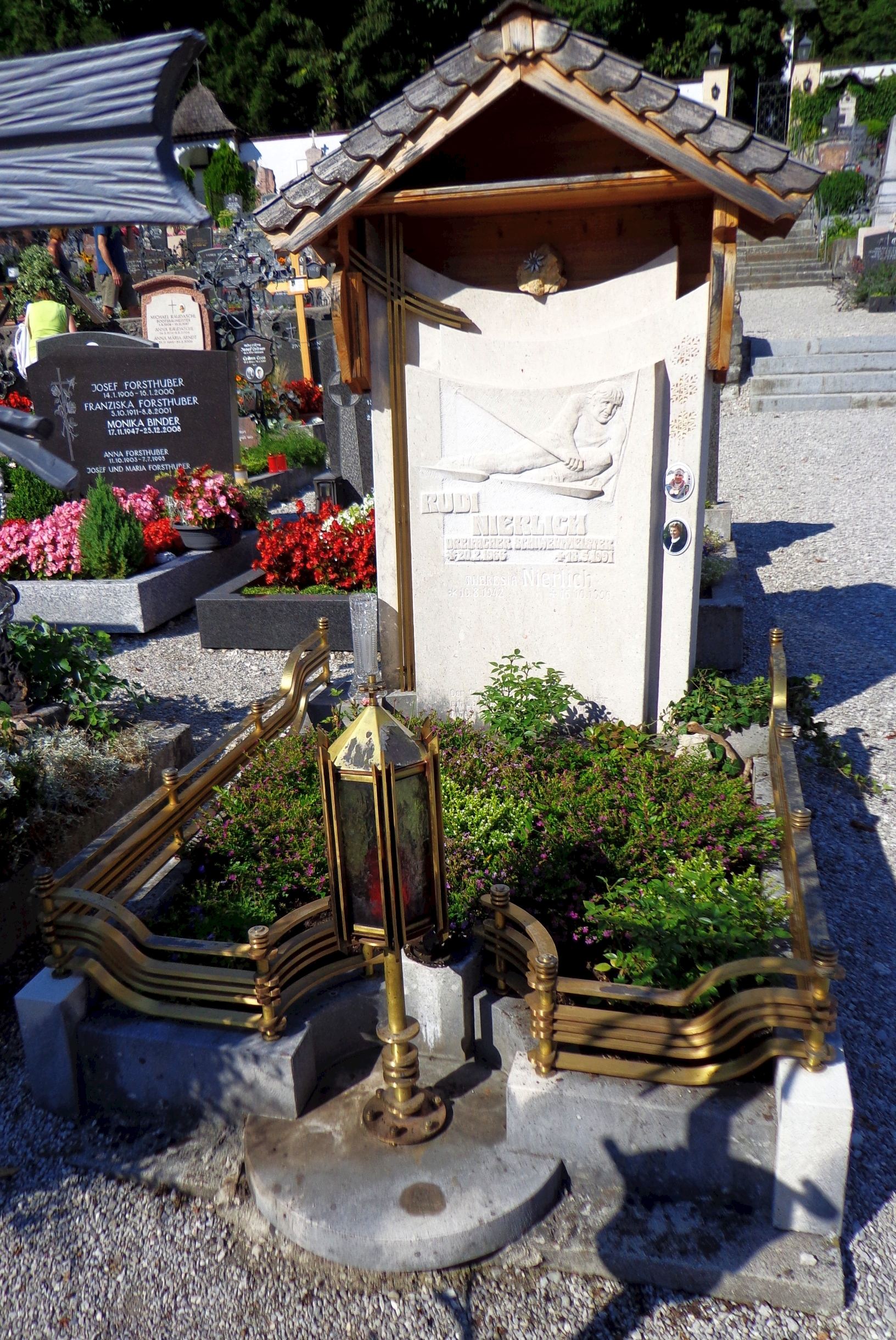
Могила Нирлиха

18 мая 1991 года 25-летний Нирлих не справился с управлением на мокрой трассе и разбился насмерть на автомобиле в своём родном городке Санкт-Вольфганг-им-Зальцкаммергут. Нирлих погиб спустя ровно 8 лет после смерти в автокатастрофе 24-летнего советского горнолыжника Александра Жирова, который также специализировался в слаломе и гигантском слаломе.

### Результаты на зимних Олимпийских играх
| Олимпийские игры | Скоростной спуск | Супергигант | Гигантский слалом | Слалом | Комбинация |
| ---------------- | ---------------- | ----------- | ----------------- | ------ | ---------- |
| 1988 Калгари     | —                | —           | 5                 | DNF    | —          |

### Победы на этапах Кубка мира (8)
| № | Сезон   | Дата        | Место      | Дисциплина            |
| - | ------- | ----------- | ---------- | --------------------- |
| 1 | 1987/88 | 30 янв 1988 | Шладминг   | Гигантский слалом     |
| 2 | 1988/89 | 10 янв 1989 | Кирхберг   | Гигантский слалом (2) |
| 3 | 1988/89 | 22 янв 1989 | Венген     | Слалом                |
| 4 | 1988/89 | 3 мар 1989  | Фурано     | Гигантский слалом (3) |
| 5 | 1988/89 | 10 мар 1989 | Сига Когэн | Слалом (2)            |
| 6 | 1989/90 | 21 янв 1990 | Кицбюэль   | Слалом (3)            |
| 7 | 1990/91 | 26 фев 1991 | Оппдал     | Слалом (4)            |
| 8 | 1990/91 | 10 мар 1991 | Аспен      | Слалом (5)            |